# 木鐸社
木鐸社（ぼくたくしゃ）は、東京都文京区にある日本の出版社。
社会科学の専門書・学術出版物を刊行している。
社名の「木鐸」は、古代中国の人物孔子の『論語』にある一節に由来する。当時用いられた木製の鈴から転じて「覚醒させる人」を指す。そこから「社会科学の分野における木鐸の書」を世に送り出すべく名付けられた。

## 概要
「社会哲学・法思想」「法学」「社会科学・社会理論」「政治学」「歴史」など人文・社会科学系の専門書を中心に刊行している。
政治学の実証研究についての雑誌として有名な『レヴァイアサン』のほか、『選挙研究』（13号から）『年報政治学』（2005年から）『公共選択』（58号から）などの学会誌を手掛ける。

## 主な発行物

### 社会哲学・法思想
- ロバート・ノージック『アナーキー・国家・ユートピア：国家の正当性とその限界』1992年。ISBN　978-4-8332-2170-2
- イアン・ハッキング『偶然を飼いならす：統計学と第二次科学革命』石原英樹・重田園江訳、1999年。ISBN　978-4-8332-2274-7
- ジョン・ロールズ『公正としての正義』田中成明編訳、1984年。ISBN 978-4-8332-0064-6
- ロナルド・ドゥウォーキン『権利論（増補版）』木下毅・小林公・野坂泰司訳、2003年。ISBN　978-4-8332-2326-3
  - 『権利論・2』小林公訳、2001年。ISBN　978-4-8332-2299-0

### 法学
- リチャード・アレン・ポズナー『法と文学』（上・下）平野晋監訳、2011年。ISBN　978-4-8332-2443-7、ISBN　978-4-8332-2444-4
- M・A・アイゼンバーグ『コモンローの本質』石田裕敏訳、2001年。ISBN　978-4-8332-2313-3
- 平野晋『国際契約の〈起案学〉：法律英語の地球標準』2011年。ISBN 978-4-8332-2434-5
- エイミー・ドミニ『社会的責任投資：投資の仕方で社会を変える』山本利明訳、2002年。ISBN　978-4-8332-2330-0
- フリチョフ・ハフト『正義の女神の秤から：ヨーロッパ法二千年の流れ』平田公夫訳、1995年。ISBN　978-4-8332-2212-9
  - 同上、オンデマンド版、2004年。ISBN　978-4-8332-9004-3

### 社会科学・社会理論
- ニクラス・ルーマン『社会システム理論の視座』
- ニクラス・ルーマン『制度としての基本権』
- ユルゲン・ハーバーマス, ニクラス・ルーマン『批判理論と社会システム理論』
- カール・ポパー『客観的知識』
- ラカトス, マスグレイブ『批判と知識の成長』

### 政治学
- 福元健太郎『立法の制度と過程』2007年
- 佐々田博教『制度発展と政策アイディア』2011年
- 川人貞史『選挙制度と政党システム』2004年
- 大河原伸夫『政策・決定・行動』
- 日暮吉延『東京裁判の国際関係』
- 田口晃・土倉莞爾『キリスト教民主主義と西ヨーロッパ政治』
- 菅谷幸浩『昭和戦前期の政治と国家像』

### 歴史学
- 山室信一『法制官僚の時代』1984年
- シーダ・スコチポル『歴史社会学の構想と戦略』
- G.ノワリエル『歴史学の〈危機〉』
- 森建資『雇用関係の生成』1988年
- ジョージ・レイコフ『比喩によるモラルと政治』